# Peter Madsen (fodboldspiller)
 Der er flere personer med dette navn, se Peter Madsen.
Peter Planch Madsen (født 26. april 1978) er en tidligere dansk professionel fodboldspiller, der spillede i angrebet. Han spillede 13 kampe og scorede tre mål for Danmarks fodboldlandshold, og var en del af det danske hold ved VM i fodbold 2002 og EM i fodbold 2004.

## Biografi
Peter Madsen begyndte at spille fodbold som junior for Roskilde B 06, før han flyttede til Brøndbys ungdomshold. Madsen blev vurderet som et stort talent, og spillede 35 kampe og scorede 9 mål for forskellige danske ungdomslandshold mellem 1993 og 1999. Han fik sin seniordebut for Brøndby IF i april 1997 og vandt tre Superligamesterskaber og en pokaltitel i 1998 i sine seks år i klubben. Han sluttede sæsonen 2001-02 som delt ligatopscorer med Kaspar Dalgas, og fik sin debut for seniorlandsholdet i oktober 2001. Han var i truppen til VM i 2002, men spillede ingen kampe ved turneringen.
Madsen blev længe kædet sammen med et skift til udlandet, og blev til sidst udlejet til tyske VfL Wolfsburg i januar 2003, hvor han spillede i Bundesligaen. En del af lejekontrakten var en overførselssum på 15 millioner kroner, men idet Wolfsburg endte med at afbryde handelen, endte Madsen med at spille for rivalerne fra VfL Bochum i sommeren 2003. I sin første sæson med Bochum scorede Madsen 13 ligamål, og blev udvalgt til at repræsentere Danmark ved EM i 2004, hvor han spillede en enkelt kamp. Efter slutrunden scorede Madsen sit første landskampmål, da han scorede tre mål i en 5-1 sejr over Polen i august 2004.
Da Bochum rykkede ned efter 2004-05-sæsonen, flyttede Madsen til 1. FC Köln i juli 2005. Opholdet var dog ingen succes, og Madsen måtte finde en ny klub i januar 2006. 30. januar 2006 underskrev han en lejeaftale med engelske Southampton FC, der varede indtil slutningen af 2005-06-sæsonen. Madsen scorede to gange i sine ni kampe for Southampton før han vendte tilbage til Köln, der netop var rykket ned i 2. Bundesliga. Han spillede 13 kampe for Köln i 2. Bundesliga inden han forlod klubben. I maj 2007 vendte Madsen tilbage til Brøndby IF på en fem-årig kontrakt, effektiv fra 1. juli 2007. Peter Madsen havde imidlertid svært ved at opnå fast spilletid i Brøndby, og i januar 2011 blev det offentliggjort, at Brøndby havde indgået en lejeaftale med Lyngby Boldklub for forårssæsonen 2011. 
I juli 2012 besluttede danskeren sig for at stoppe karrieren.
I dag arbejder Madsen som sælger af typehuse.[kilde mangler]

## Titler
- Superligaen
  - Vinder (3): 1996-97, 1997-98, 2001-02
- Landspokalturneringen
  - Vinder (2): 1997-98, 2007-08